# Andrés Duarte
Andrés Duarte Villamayor (4 de fevereiro{{carece de fontes}} de 1972) é um ex-futebolista profissional paraguaio que atuava como defensor.

## Carreira
Andrés Duarte representou a Seleção Paraguaia de Futebol nas Olimpíadas de 1992.